# 出埃及記：天地王者
是一部2014年美國聖經史詩片，導演為雷利·史考特，而比爾·克爾吉、亞當·庫柏和史蒂芬·澤里安則分別負責故事和劇本。主要敘述《出埃及記》當中摩西對上拉美西斯二世的故事。電影由克里斯汀·貝爾、喬爾·埃哲頓、約翰·特托羅、亞倫·保爾、雪歌妮·薇佛和班·金斯利擔任主演。
本片是雷利·史考特要獻給於2012年逝世的弟弟——東尼·史考特。電影2014年12月12日在美國上映。

## 劇情
世居以色列的猶太人，淪為埃及人的奴隸已經長達四百年，而埃及帝國法老王塞提一世派去的總督生活腐敗又好大喜功，為了修建神像、金字塔與自己居住的宮殿，大肆奴役且屠殺猶太人，造成猶太人屢屢暴動。法老王命令太子拉美西斯二世前去宣慰猶太人，拉美西斯心高氣傲而拒絕，拉美西斯的表兄弟摩西只好代為前去。
摩西是埃及法老王的妹妹之子，也是埃及的猛將，時常率兵奮勇對抗外敵。到達之后，摩西訓斥了猶太總督，安撫了猶太人。猶太長老私下告訴他：「摩西，你不是埃及貴族，你不是公主的親生子，你是她的養子，你真正的父母是猶太人。」摩西一直堅信自己的身份，懷著疑問回到首都孟斐斯，正逢塞提一世駕崩，由拉美西斯二世即位。猶太總督得知線報，將摩西身世稟告給這位新任法老王，欲報一箭之仇。拉美西斯查明摩西的身份后，威脅摩西要砍掉其姊米利暗的手臂，除非摩西坦承不諱。摩西只好承認自己是猶太人，雖然太后圖雅想把摩西正法，但法老王念及昔年摩西曾在戰場上救過自己一命，不忍判處絞死，改判他流放，並在摩西的駿馬上放了一把寶劍，以便防身。
摩西乘著駿馬離開孟斐斯，在沙漠之中徘徊，駿馬因而過勞死，摩西困居沙漠，此時太后剛好派了兩個刺客來暗殺摩西，摩西殺了他們兩人，騎著他們的馬繼續前進，來到西奈山，邂逅了猶太籍的美貌少女西坡拉，趕走了欺凌西坡拉的惡霸，西坡拉之父葉忒羅是當地的酋長，頗有產業，他欣賞摩西的武藝與談吐，於是將西坡拉許配給摩西。摩西與西坡拉誕育了麟兒革舜，過著恩愛美滿的生活長達九年。九年之中，西坡拉屢屢勸摩西皈依上帝耶和華，摩西認為鬼神之說是無稽之談，故只是輕蔑以對，西坡拉也只好尊重夫婿。
一日摩西帶著羊羣上山喫草，卻遇到暴風雨，他頭部被土石流擊中，恍惚之間，他看到了天使宣達耶和華的神諭，天使告訴摩西，他必須拯救可憐的希伯來奴隸。摩西多次見到天使的顯靈，於是誠心信仰上帝，決心接受天命，他不顧嬌妻的哀求，堅持道別，隻身來到孟斐斯，展開救援希伯來同胞的行動。他直爽地潛入王宮，持劍挾持拉美西斯，要求釋放猶太奴隸。拉美西斯本來對摩西無太大的敵意，這次事件以後，拉美西斯反而認為自己的身家性命遭到摩西威脅，通緝摩西與其親人，未捕獲摩西之前，每天將一個猶太人滅族，逼迫猶太人供出摩西的藏身之所。這樣的高壓行動，反而使情緒激動的猶太奴隸歸附摩西，摩西與其助手約書亞把他們訓練成一支游擊勁旅，每天偷襲埃及軍隊，儘管斬殺無數，但卻引起了埃及政府官軍大規模的血腥鎮壓，甚至開始了無差別滅村，變本加厲地壓迫和屠殺猶太人。
面對同胞慘遭屠戮而無能為力之時，天使又一度下凡，表示：「這樣的作為乃是事倍功半，你應該放棄作戰。耶和華要親自出馬，降下天譴十災，懲罰埃及人，你要以先知身份，救出被奴役數百年的希伯來同胞出離埃及，到達神應許之地迦南！」而歷經辛苦的摩西，眼見游擊戰無異於對自己的同胞雪上加霜，而天譴將可能會影響許多可憐的埃及平民，他究竟要如何是好......

## 演員
- 克里斯汀·貝爾 飾 摩西（Moses）
- 喬爾·埃哲頓 飾 拉美西斯二世（Ramesses II）
- 亞倫·保爾 飾 約書亞（Joshua）
- 約翰·特托羅 飾 塞提一世（Seti I）
- 班·金斯利 飾 嫩（Nun）
- 雪歌妮·薇佛 飾 图雅（Tuya）
- 瑪莉亞·瓦維德 飾 西坡拉（Zipporah）
- 印第拉·巴瑪 飾 High Priestess
- Tara Fitzgerald（英语：Tara Fitzgerald） 飾米利暗（Miriam）
- 希安·阿巴斯（英语：Hiam Abbass） 飾 比提雅（Bithiah）
- 克沃爾克·加拉貝迪安（英语：Kevork Malikyan） 飾 葉忒羅（Jethro）
- 安東·亞歷山大 飾 大坍（Dathan）
- 格洛詩·菲法拉哈尼 飾 妮菲塔莉（Nefertari）
- 班·曼德森 飾 黑格爾（Hegep）
- 達爾·薩利姆 飾 凱恩（Khyan）[6]

## 分級
在台灣被歸類為輔導級，未滿12歲不得觀賞。

## 發行

### 評價
《出埃及記：天地王者》獲得的評價多為負面，雖然演員們的演技和視覺效果獲得一致好評，但同時也批評劇本的單薄、缺乏角色的發展性與整體的單薄。於爛番茄根據128條影評持有27％的新鮮度，平均分數4.8／10，在觀眾評分方面，則根據59543位爛番茄的用戶發表的評論持有著35%的評價，平均評分2.8/5 。。在Metacritic基於41位評論得分52（滿分100），評價好壞參雜。

### 票房

#### 北美
二十世紀福斯將本片定於2014年12月12日在3503間戲院上映。於週四午夜從2500間戲院獲得的票房為120萬美元，首映會為870萬美元。
首周末收2450万美元列榜首。次周末取得807万美元跌至第四位。

#### 其他地區
12月4日至5日，在北美以外的十個地區、在首週於6462個大螢幕獲得2310萬美元的票房。最高依序為韓國（620萬美元）、墨西哥（540萬美元）、印度（160萬美元）和香港（120萬美元）。在發行的第二週，從二十七個海外市場的6096的大螢幕上該片獲得1880萬美元，位於第一名《哈比人：五軍之戰》之後。
香港首周四天收937万港币列榜首。
| 上一届： 《飢餓遊戲：自由幻夢Ⅰ》 | 2014年美國週末票房冠軍 第50周    | 下一届： 《霍比特人：五军之战》 |
| 上一届： 《星際穿越》            | 2014年台北週末票房冠軍 第50週    | 下一届： 《哈比人：五军之战》   |
| 上一届： 《》                    | 2014年香港一週票房冠軍 第48-49週 | 下一届： 《》                   |

另外，由於有多處不符史實之情節，埃及和摩洛哥宣佈國家禁映該片。

## 外部連結
- 互联网电影数据库（IMDb）上《出埃及記：天地王者》的资料（英文）
- 爛番茄上《Exodus: Gods and Kings》的資料（英文）
- Box Office Mojo上《Exodus: Gods and Kings》的資料（英文）
- Metacritic上《Exodus: Gods and Kings》的資料（英文）
- AllMovie上《出埃及記：天地王者》的资料（英文）
- 豆瓣电影上《出埃及記：天地王者》的資料 （简体中文）